# Kanton Fontenay-le-Comte
Kanton Fontenay-le-Comte (fr. Canton de Fontenay-le-Comte) je francouzský kanton v departementu Vendée v regionu Pays de la Loire. Tvoří ho 11 obcí.

## Obce kantonu
- Auzay
- Chaix
- Fontaines
- Fontenay-le-Comte
- Le Langon
- Longèves
- Montreuil
- L'Orbrie
- Pissotte
- Le Poiré-sur-Velluire
- Velluire